# Европско првенство у атлетици у дворани 1974 — троскок за мушкарце
Такмичење у троскоку у мушкој конкуренцији на 5. Европском првенству у атлетици у дворани 1974. одржано је 10. марта 1974. године  године у дворани Скандинавијум у Гетеборгу, (Шведска).
Титулу европског првака освојену на Европском првенству у дворани 1973. у Ротердаму није бранио Карол Корбу из Румуније.

## Земље учеснице
Учествовало је 10 атлетичара из 7 земаља.
1. Грчка (1)
2. Западна Немачка (1)
3. Источна Немачка (1)
4. Пољска (2)
5. Совјетски Савез (2)
6. Француска (2)
7. Шпанија (1)

## Рекорди
| Рекорди пре почетка Европског првенства у дворани 1974.     | Рекорди пре почетка Европског првенства у дворани 1974. | Рекорди пре почетка Европског првенства у дворани 1974. | Рекорди пре почетка Европског првенства у дворани 1974. | Рекорди пре почетка Европског првенства у дворани 1974. | Рекорди пре почетка Европског првенства у дворани 1974. |
| ----------------------------------------------------------- | ------------------------------------------------------- | ------------------------------------------------------- | ------------------------------------------------------- | ------------------------------------------------------- | ------------------------------------------------------- |
| Светски рекорд                                              | Виктор Сањејев                                          | Совјетски Савез                                         | 16,97                                                   | Гренобл Француска                                       | 11. март 1972.                                          |
| Европски рекорд у дворани                                   | Виктор Сањејев                                          | Совјетски Савез                                         | 16,97                                                   | Гренобл Француска                                       | 11. март 1972.                                          |
| Рекорди европских првенстава                                | Виктор Сањејев                                          | Совјетски Савез                                         | 16,97                                                   | Гренобл Француска                                       | 11. март 1972.                                          |
| Рекорди после завршеног Европског првенства у дворани 1974. |                                                         |                                                         |                                                         |                                                         |                                                         |
| Светски рекорд                                              | Михал Јоахимовски                                       | Пољска                                                  | 17,03                                                   | Гетеборг Шведска                                        | 10. март 1974.                                          |
| Европски рекорд у дворани                                   | Михал Јоахимовски                                       | Пољска                                                  | 17,03                                                   | Гетеборг Шведска                                        | 10. март 1974.                                          |
| Рекорди европских првенстава                                | Михал Јоахимовски                                       | Пољска                                                  | 17,03                                                   | Гетеборг Шведска                                        | 10. март 1974.                                          |

## Освајачи медаља
|                          |                                |                          |
| Михал Јоахимовски Пољска | Михаил Барибан Совјетски Савез | Бернар Ламитје Француска |

## Резултати

### Финале
| Пласман | Атлетичарка         | Земља           | Резултат | Белешка            |
| ------- | ------------------- | --------------- | -------- | ------------------ |
|         | Михал Јоахимовски   | Пољска          | 17,03    | СРд, ЕРд, РЕП, НРд |
|         | Михаил Барибан      | Совјетски Савез | 16,88    |                    |
|         | Бернар Ламитје      | Француска       | 16,56    |                    |
| 4.      | Ришар Гарни         | Пољска          | 16,51    |                    |
| 5.      | Јерг Дремел         | Источна Немачка | 16,48    |                    |
| 6.      | Рихард Кик          | Западна Немачка | 15,85    |                    |
| 7.      | Кристијан Велетидје | Француска       | 15,96    |                    |
| 8.      | Маријано Перез      | Шпанија         | 15,68    |                    |
| 9.      | Апостолос Катиотић  | Грчка           | 15,66    |                    |
| 10.     | Виктор Сањејев      | Совјетски Савез | 15,34    |                    |

## Укупни биланс медаља у троскоку за мушкарце после 5. Европског првенства у дворани 1970—1974.
|    | Земља           |   |   |   |    |
| -- | --------------- | - | - | - | -- |
| 1. | Совјетски Савез | 3 | 1 | 3 | 7  |
| 2. | Румунија        | 1 | 2 | 1 | 4  |
| 3. | Пољска          | 1 | 1 | 0 | 2  |
| 4. | Источна Немачка | 0 | 1 | 0 | 1  |
| 5. | Француска       | 0 | 0 | 1 | 1  |
|    | Укупно {5}      | 5 | 5 | 5 | 15 |

|    | Атлетичар         | Земља           |   |   |   |   |
| -- | ----------------- | --------------- | - | - | - | - |
| 1. | Виктор Сањејев    | Совјетски Савез | 3 | 0 | 0 | 3 |
| 2. | Карол Корбу       | Румунија        | 1 | 2 | 0 | 3 |
| 3. | Михал Јоахимовски | Пољска          | 1 | 1 | 0 | 2 |